# Kościół Świętej Trójcy w Raciążu
Kościół Świętej Trójcy w Raciążu – rzymskokatolicki kościół parafialny należący do parafii pod tym samym wezwaniem (dekanat Rytel diecezji pelplińskiej).
Jest to świątynia wzniesiona w latach 1864-66 w stylu neogotyckim. Budowla jest murowana i zbudowano ją z cegły, posiada smukłą wieżę, barwne witraże oraz jednolite wyposażenie neogotyckie. Koszt budowy kościoła został oszacowany na 17 500 talarów. Świątynia została konsekrowana w dniu 4 października 1874 roku przez biskupa sufragana chełmińskiego, księdza Georga Jeschke. Zniszczona w 1945 roku przez hitlerowców wieża kościoła została odbudowana w 1975 roku. Ta świątynia miała swoim wyposażeniu 3 dzwony odlane w 1865 roku. W czasie I wojny światowej władze wojskowe skonfiskowały 2 największe dzwony. W 1925 roku parafia kosztem 5096 złotych, kupiła 2 nowe dzwony, które zostały skonfiskowane w czasie II wojny światowej. Najmniejszy dzwon, który zachował się do czasów współczesnych, jest dedykowany Błogosławionej Maryi Dziewicy.